# Ade Adepitan
Olayiwola "Ade" Adepitan (nacido el 27 de marzo de 1973) es un presentador de televisión británico y jugador de baloncesto en silla de ruedas. Usa una silla de ruedas como resultado de contraer polio cuando era niño, lo que derivó en la pérdida del uso de su pierna izquierda.

## Biografía
Adepitan nació en el distrito de Maryland en Lagos, Nigeria, el 27 de marzo de 1973. A sus 15 meses de edad contrajo poliomielitis, lo que resultó en la pérdida de la función de su pierna izquierda y, en última instancia, le impidió caminar.
A los tres años, Adepitan y su madre emigraron al Reino Unido para unirse a su padre; que vivía en el distrito londinense de Newham. Fue educado en la Escuela Primaria Southern Road en Plaistow, a lo que le atribuye haberle ayudado con su discapacidad y problemas en el hogar. Desde temprana edad, tenía aspiraciones de convertirse en un deportista internacional. También asistió a Lister Community School.

## Carrera de baloncesto
Es un consumado jugador de baloncesto en silla de ruedas, con su club Milton Keynes Aces y como miembro del equipo de Gran Bretaña que ganó la medalla de bronce en los Juegos Paralímpicos de Verano de 2004 en Atenas y la medalla de oro en la Copa Mundial Paralímpica de 2005 en Mánchester.

## Carrera televisiva y mediática
Ha aparecido en muchos programas y series de televisión como actor, presentador o invitado, particularmente para la BBC. A menudo usa la televisión como plataforma para hacer campaña contra el racismo y la discriminación por discapacidad. Fue uno de los tres jugadores de baloncesto en silla de ruedas que aparecieron en el hip-hop de la BBC One 2002. Fue uno de los principales presentadores del programa infantil que Xchange produjo para CBBC y ha aparecido en la telenovela EastEnders. Actuó como el entrenador de baloncesto en silla de ruedas, "Baggy Awolowo", en la serie de televisión Desperados.
En 2005, participó en Beyond Boundaries, un documental de cuatro partes en el que Adepitan viajó a través de selvas tropicales, desiertos, ríos y montañas en Nicaragua e hizo su propio diario de video filmado en Londres y España, hablando sobre sus aspiraciones deportivas y cómo se las arregló como un chico londinense que vive en Zaragoza sin poder hablar español.
Se ha involucrado cada vez más en la realización de documentales para Channel 4; fue nombrado como uno de los principales presentadores en el canal para los Juegos Paralímpicos de Londres 2012 y copresentó That Paralympic Show con Rick Edwards . En 2013, presentó un programa de "despachos" para Channel 4, Gran Bretaña en Beneficios, así como un documental, Unreported World de Channel 4, sobre jugadores de baloncesto cubanos, Cuba, Baloncesto y Traición. También formó parte de los Juegos Paralímpicos de Invierno 2014 de Channel 4 y del equipo presentador de los Juegos Paralímpicos de Río 2016 junto a Clare Balding. 
También trabajó con la BBC, presentando los Juegos Invictus, presentando un episodio de The One Show junto a Alex Jones. En 2016, presentó la serie de dos partes de la BBC Two Nueva York: La ciudad más concurrida de Estados Unidos junto a Anita Rani y Ant Anstead. Desde 2016, ha copresentado Children in Need de la BBC. En 2017, copresentó las Ciudades más ocupadas del mundo con Anita Rani y Dan Snow y en 2019, presentó una nueva serie de cuatro partes para BBC Two Africa con Ade Adepitan, viajando a través de África, desde África occidental y su ciudad natal - Lagos en Nigeria - a través de África Central y Oriental y hasta el sur profundo del continente. 

## Obras de caridad
Realiza muchos trabajos de caridad, particularmente apoyando a otras personas con discapacidades físicas. Es patrocinador de Go Kids Go (anteriormente conocido como Association of Wheelchair Children). También es un gran defensor de la Sociedad Nacional de Prevención de la Caridad contra la Crueldad contra los Niños (NSPCC) y la Caridad WheelPower. Viajó a Ghana en apoyo de Comic Relief. También participó en el Desafío de motociclismo discapacitado UK Alps 2011 Challenge. Es también un embajador de atletas por el derecho a jugar, la organización líder mundial en deportes para el desarrollo benéfico.

## Premios
Se convirtió en miembro de la Orden del Imperio Británico (MBE) por sus servicios al deporte con discapacidad en 2005. También se le presentó un Doctorado Honorario de la Universidad de Loughborough, en reconocimiento a sus excelentes servicios y actuaciones en el deporte para aquellos con discapacidad. El mismo año, el Club de Campeones del Reino Unido le otorgó a Adepitan un 'Certificado de Excelencia' en reconocimiento no solo por sus esfuerzos para promover el deporte inclusivo, sino también por ser un modelo positivo a seguir. Fue especialmente elogiado por su fuerte y persistente mensaje de esperanza dentro de la joven comunidad negra con discapacidad.
Recibió el premio Lifetime Achievement otorgado por la Universidad del Este de Londres en 2010, y recibió un doctorado honorario otorgado por la universidad en noviembre de 2010.  
En 2020, fue incluido la lista de poder de los 100 afrobritánicos más influyentes.
El 19 de agosto de 2018, se casó con la cantante escocesa Linda Harrison en la  Catedral de San Pablo.